# Valentin Abeille (homme politique)
Pour les articles homonymes, voir Abeille (homonymie) et Valentin Abeille.
Valentin Abeille, né à Montréjeau le 14 février 1843 et décédé le 30 juin 1902 dans le 7e arrondissement de Paris, est un homme politique français. 

## Biographie
Il proclame la IIIe République  à Saint-Gaudens le 4 septembre 1870.
- Conseiller général de Montréjeau.
- Député de la Haute-Garonne (1885-1897).
- Sénateur de la Haute-Garonne (1897-1902).

Il est le grand-père de Valentin Abeille, compagnon de la libération.

## Sources
- Ressources relatives à la vie publique :   - Personnel de l'administration préfectorale (1881-1926)
  - Sénat
  - Base Sycomore
- « Valentin Abeille (homme politique) », dans Adolphe Robert et Gaston Cougny, Dictionnaire des parlementaires français, Edgar Bourloton, 1889-1891 [détail de l’édition]
- « Valentin Abeille (homme politique) », dans le Dictionnaire des parlementaires français (1889-1940), sous la direction de Jean Jolly, PUF, 1960 [détail de l’édition]